# ゴリラコーポレーション
　ゴリラコーポレーションは、日本のお笑いコンビである。所属事務所はFECオフィス。
キャッチコピーは「明日売れます！」

## メンバー
- なかむら　こうへい（1985年11月15日 - ）（白ゴリラ）
  - ツッコミ担当だが、たまに日本語がしゃべれなくなることもある。立ち位置は向かって右。本名、仲村幸平。
  - 持ちギャグ『コロコ〜ロー』『ボーナス』『しゃきーーーん！』『振り返ってもこうへい』『キムチ食べてきむちいい！』
  - 沖縄県宜野湾市出身。中城村在住。沖縄県立宜野湾高等学校卒業。MC護佐丸と仲良し。
  - 映画好きが高じて自宅にスクリーンを購入する。
  - 自宅では冬でも青い短パン。
  - 2020年4月3日に Youtubeチャンネル「へい！プロジェクト。」を立ち上げる。
  - 2022年4月1日、後輩芸人の仲地勇一朗とYoutube「酔っぱらいラジオ」を開始
  - 所属事務所である演芸集団FEC(フリーエンジョイカンパニー)の芸人達で構成される、釣り大好き集団「FEC(フィッシングエンジョイクラブ)」のメンバー。
  - モノマネレパートリーは「くまのプーさん」「福山雅治」「武田鉄矢」
- せなは　ゆうすけ（1986年2月4日 - ）（黒ゴリラ）
  - ボケ担当。立ち位置は向かって左。本名、瀬名波勇介。
  - 持ちギャグ『コロコ〜ロー』『ぶひぃー』『しゃきーーーん！』『見ないで！』『トントン！入ってる？ううん、ハゲてる。』
  - 沖縄県宜野湾市出身。沖縄市在住。沖縄県立宜野湾高等学校卒業。
  - 禿げているがコンビのロン毛担当と言い張る。
  - 顔の左半分にホクロが13個ある。(本人曰く年々増えている)
  - ゲームが好き(ドラクエなどのRPG)
  - ラジオ好きが高じてラジオ沖縄(ROK)のタイムテーブルにておすすめ番組を紹介するラジオコンシェルジュを執筆。(連載中)
  - 沖縄タイムスのワラビーにて活字漫才「ニュースで笑いまshow」も執筆。
  - 琉球の歴史を勉強しており、自身のブログで公開している。
  - モノマネレパートリーは「ちびまる子ちゃんの藤木君&永沢君」「サザエさんの花沢さん」「バイキンマン」「井上陽水」「ニャンちゅう」

## 略歴
- 2006年結成。FEC主催の「お笑い劇場」・「Fライブ」・「Fネタ」を中心に活動をしている。
- 2011年3月の沖縄国際映画祭のニコニコ動画出展ブースのお手伝いとして参加した。
- 2014年、瀬名波勇介が沖縄県警本部から交通安全アドバイザーに任命される。
- 2016年、ラジオ沖縄(ROK)の「ラジオ・チャリティー・ミュージックソン2016」特別企画内にてコンビで二人三脚をして本島縦断に成功。
- 2018年には仲村幸平がお笑いライブ「笑城(わらいぐすく)」の企画の中にて琉球ドラゴンプロレスで「スクワットこうへい」としてプロレスデビュー。
- 2019年、瀬名波勇介が同じく琉球ドラゴンプロレスで「ユウスケウスゲ」としてプロレスデビュー。
- 2019年、瀬名波勇介が交通安全アドバイザーを5年間務めたとして沖縄県警本部から表彰され感謝状を貰う。
- 2021年3月3日沖縄お笑い「ちゃんねるFEC」にて冠番組「ゴリラコーポレーションのあーだこーだ」が始まる。
- 2021年、「MC護佐丸with.いーちふぁ君/中城村In The House」をリリース。
- 2021年には「歌ネタ王決定戦2021FINAL」の準決勝へ進出した。
- 2022年1月2日O−１グランプリ本戦出場。
- 2022年3月21日放送。NHK「九州・沖縄爆笑オンエアバトルオンライン！」でオンエアを勝ち取る。
- 2022.04.16. 島ぜんぶでおーきな祭　第14回沖縄国際映画祭 てんぶす那覇 爆弾処理コントで爆笑を得る
- 同日　FECお笑い劇場　にて６か月連続一位を獲得。
- 2023年7月4日FM沖縄にて「インボイスなんでも相談室」が始まる。

## 出演している番組

### テレビ
- 「oh!笑いけんさんぴん」（沖縄テレビ放送OTV）
- 「ハルサーエイカー」(沖縄テレビ放送OTV)
- 「2014第３０回NAHAマラソン」レポーター
- 「沖縄BON!!」(琉球放送RBC)
- 「徹底比較　道の駅＆ファーマーズマーケット」
- 「年末大掃除＆収納テクニック」レポーター
- 「進め！保育士」
- 「NHK NEXT WAVE」(NHK)
- 「Aランチ」(琉球放送RBC)

### ラジオ
- 「ちょっぴん劇場」(FM沖縄)
- 「RADIO JOB」(FM沖縄)
- 「インボイスなんでも相談室」(FM沖縄)
- 「FECやいびんど〜」（FMとよみ）
- 「なかよしラジオ」（FMとよみ）
- 「People Wave α」(ラジオ沖縄)
- 「只今いきものんちゅ」(RBCiラジオ)
- 「黒糖の日　スペシャル」(RBCiラジオ)
- 「真夏のSNOW SHOWER in カーゴス」(RBCiラジオ)

### CM
- 「新紀尾井町法律事務所」(ラジオCM)
- 琉球日産「デイズルークス」(ラジオCM)
- 「インカ帝国展」(TVCM)
- 「環ハウスグループ」(TVCM)
- 日本食研「ソラドレ」(TVCM)

### イベント
- RBCカラオケグランプリ　予選・最終予選　司会
- 宜野湾はごろも祭り前夜祭 in 中原区　司会
- 沖縄残波岬ロイヤルホテル　カウントダウンイベント　司会
- 平成26年度沖縄県私立保育園連盟中部北ブロック職員親睦交流会
- 喜劇「ぶちくん公民館」 沖縄県保育士保育所支援センター　開所式記念公演会
- 沖縄県保育対策総合支援事業「保育士大募集！保育のシゴト応援します！」
- 那覇ハーリー　オリオンブースじゃんけん大会　司会
- 2011ご入学おめでとう大会 司会
- 交通安全コント、　2012ご入学おめでとう大会 司会
- 交通安全コント スズキかりゆし祭り FEC出張ライブ ステージ出演
- 悪質商法対策キャラバン隊　ステージ出演
- 「青少年の深夜はいかい防止」および「未成年者飲酒防止」金武町民大会
- 嘉手納町 第22回心豊かな青少年を育む夕べ　司会
- 嘉手納町 第24回心豊かな青少年を育む夕べ　ステージ出演
- 豊見城市 男女共同参画都市宣言記念式典
- 喜劇「あぎじゃび商店」 2013親子ふれあい手づくり広場　司会
- 2014ワラビーまつりin那覇 第2回とみぐすく産業フェスタ2015 ふれあいステージ 司会
- 平成26年度 JAおきなわ　ちゃぐりんフェスタ ステージ出演
- 第6回 南風原物産展 ステージ出演
- テンブス島やさい劇場 vol.2 ステージ出演
- 沖縄赤十字労働組合新年会　ステージ出演
- お笑い普天間劇場(vol.1、vol.2) ROK「西町ロックショウ」
- ひやみかちマチグヮー館　お笑いステージ
- さいおん橋おきなわ都市伝説俱楽部2022春（22.04.30.）ゆうすけ

### 執筆
- 「FECのニュースで笑いまShow」(沖縄タイムス　ワラビー)
- 「芸人パパのお笑い子育て日記」(琉球新報)
- 「家族でホッとクリスマス！」(週刊ホームプラザ)

### 舞台
- 〜FECネタ見せライブ〜Fライブ!
- FEC定期公演お笑い劇場
- 裏お笑い劇場
- コザお笑い劇場
- ゴリラだしんいちろう
- 演芸集団FEC旗揚げ記念公演（年1回）
- 基地を笑え!お笑い米軍基地シリーズ